# Hodász
Hodász ist eine ungarische Großgemeinde im Kreis Mátészalka im Komitat Szabolcs-Szatmár-Bereg. Gut 20 Prozent der Bewohner zählen zur Volksgruppe der Roma.

## Geografische Lage
Hodász liegt im östlichen Teil des Komitats, 37 Kilometer östlich des Komitatssitzes Nyíregyháza und ungefähr auf halber Strecke zwischen Nyírbátor und der Kreisstadt Mátészalka, die beide etwa 10 Kilometer entfernt sind. Nachbargemeinden sind Nyírderzs, Kántorjánosi, Nyírmeggyes und Nyírkáta.

## Geschichte
Im Jahr 1913 gab es in der damaligen Kleingemeinde 278 Häuser und 1694 Einwohner auf einer Fläche von 4753  Katastraljochen. Sie gehörte zu dieser Zeit zum Bezirk Mátészalka im Komitat Szatmár.

## Sehenswürdigkeiten
- Ferenc-Kölcsey-Büste, erschaffen von Gábor Pózner
- Griechisch-katholische Kirche Örömhírvétel, erbaut 1997 nach Plänen von Gábor Csanády
- Griechisch-katholische Romakirche (Cigánytemplom), erbaut 1995 nach Plänen von Gábor Csanády
- Landsitz Komoróczy
- Mihály-Czine-Büste, erschaffen von Antal Borsi
- Reformierte Kirche, erbaut im 16. Jahrhundert
- Römisch-katholische Kirche Szent Pál, erbaut 1973 nach Plänen von László Csaba

## Verkehr
Durch Hodász verläuft die Landstraße Nr. 4917. Es bestehen Zugverbindungen nach Debrecen und Fehérgyarmat. Weiterhin gibt es Busverbindungen nach Kántorjánosi, Nyírkáta, über Nyírmeggyes nach Máteszalka sowie über Nyírbátor und Nagykálló nach Nyíregyháza.